# Atlético Villavicencio
Atlético Villavicencio FSC es un club de fútbol de salón colombiano de la ciudad de Villavicencio, Meta que participa en la Copa Profesional de Microfútbol organizada por la División Nacional de Fútbol de Salón y la Federación Colombiana de Fútbol de Salón.

## Historia
En el 2011 finalizó noveno en el grupo B en el torneo nacional con 5 unidades donde solo logró ganar dos partidos de los 18 disputados en la primera fase. Para el año 2012 terminó quinto en el grupo B con la misma cantidad de puntos que Bello Innovar 80 quedando eliminado por diferencia de gol, sin embargo, su eliminación se dio directamente por el equipo paisa a quien debía derrotar en la última fecha de la primera fase o al menos empatar, en cambio Bello Innovar se llevó la victoria 4-1 dejando al equipo llanero eliminado del torneo.
El 2013 no sería el año para la revancha pues en esta edición el equipo perdió todos los partidos que disputó en el grupo B, en total 18 derrotas anotando 58 goles y recibiendo 174 en su arco, el peor resultado que obtuvo fue 16-0 ante Leones de Nariño en el Coliseo Sergio Ruano por la tercera fecha del torneo.

## Plantilla 2014
| Número | Nombre                            | Posición          |
| ------ | --------------------------------- | ----------------- |
| D.T.   | Hebert Daza Santana               | Director Técnico  |
| A.T.   | Ángel Wilson Suárez Castañeda     | Asistente Técnico |
| DEL    | Ederlecson Gonzalez Navarro       | Delegado          |
| 1      | Cristian Fabian Rueda Moreno      | Portero           |
| 2      | Luis Alejandro Palacios Moreno    | Portero           |
| 3      | Jaime Andrés Castellanos Supelano | Lateral           |
| 4      | Hanner Leandro Pedraza Beltrán    | Poste             |
| 5      | Oscar Enrique Ñungo Díaz          | Lateral           |
| 6      | Omar Julian Morales Esquivel      | Lateral           |
| 7      | Armando Garzón Hoyos              | Pivot             |
| 8      | Harold Alexis Jara Pineda         | Poste             |
| 9      | Luis Miguel Hernández Agudelo     | Lateral           |
| 10     | Cristian Camilo Zuleta Guevara    | Pivot             |
| 11     | Luis Carlos Rivillo Alba          | Lateral           |
| 12     | Diego Fernando Quintero Laverde   | Poste             |
| 13     | Jorge Diego Ospina Orjuela        | Pivot             |
| 14     | Ancizar Fernando Castaño Murcia   | Lateral           |
| 15     | Ivan Darío Cifuentes Méndez       | Poste             |
| P.F.   | Miguel Ángel Chisco García        | Preparador Físico |

## Datos del Club
- Temporadas en Copa Postobon de Microfútbol: 4 (2011-2014)
- Mejor puesto en la Copa: 9° 2012